# Tempest (voilier)
Pour les articles homonymes, voir Tempest.
Le Tempest est une classe de voilier de type quillard de sport à deux équipiers de série internationale. Série olympique en 1972 et 1976, il a comme particularité, pour un quillard, d'être muni d'un trapèze et d'un spinnaker. 

## Historique
Dessiné par Ian Proctor, en 1964, le Tempest est né à l'initiative de IYRU qui crée en 1961 un comité chargé d'étudier l'évolution des quillards de régate à 2 équipiers.
Il est reproché aux classes existantes comme le Star en particulier, de n'être pas des séries monotypes, aux dessins anciens destinés à être construits avec des matériaux anciens, de ne pas avoir de spinnaker, d'être trop longs comme le Swallow ou trop petits comme le Flying-fifteen.
Le comité annonce qu'il fera le choix d'un bateau en 1964, qui sera présent aux Jeux Olympiques de 1968. Ian Proctor, dépité par le choix comme dériveur à 2 équipiers en 1952 du Flying Dutchman en concurrence avec son Osprey et le Coronet — qui deviendra le 505 — adopte une tactique différente : le Peregrine, prédécesseur du Tempest lui sert de base, il ne dévoile pas ses plans, dessine un bateau légèrement en dehors des idées reçues énoncées dans les spécifications du comité et surtout un bateau qui soit performant par tous les temps.
Le Tempest fut choisi par le comité à l'issue de régates de sélection organisées à Medemblik en mai 1965.
Le Tempest a été série olympique en 1972 et en 1976. En 1972, le Star était également présent. En 1976 il le remplaçait, mais le Star a repris sa place depuis 1980.

## Caractéristiques générales

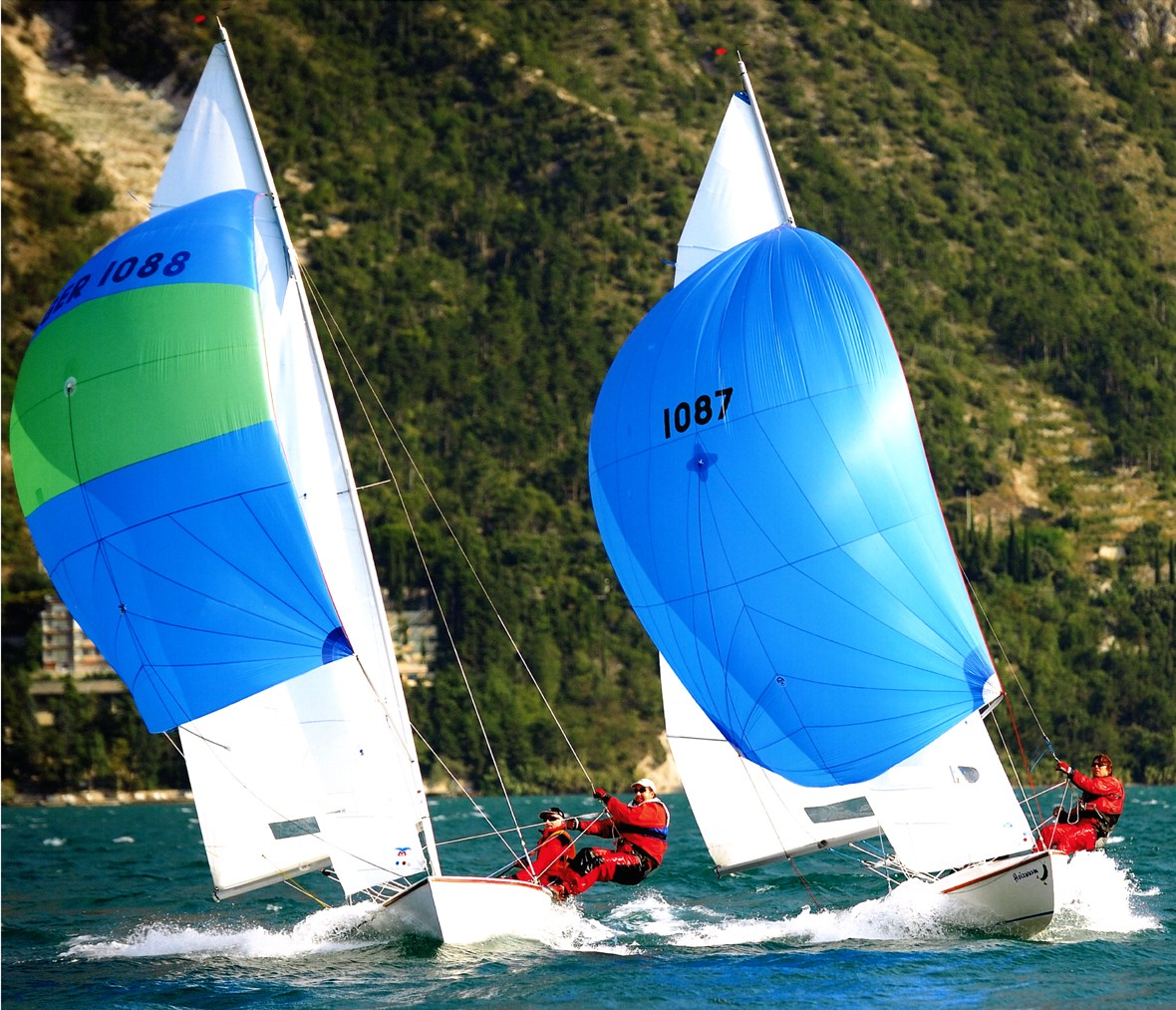
Tempest en course au portant

Le Tempest a une allure générale qui l'apparente plus aux dériveurs légers de compétition du début des années 1960 qu'à celle des quillards de l'époque.
Il est caractérisé par des entrées d'eau fines, à l'avant, et d'une carène planante assez large à l'arrière.
Il est équipé d'un trapèze pour l'équipier chargé des voiles d'avant et d'un spinnaker. Son gouvernail est suspendu (en avant du tableau arrière) et sa quille est constituée d'un saumon de plomb situé au pied d'un aileron de tôle.
La mâture est flexible, avec haubans et bas-haubans réglables, sans étai arrière ou pataras ni bastaque.
Le bateau a bénéficié de l'expérience de Ian Proctor dans le dessin des dériveurs légers, déjauge rapidement aux allures portantes, comme un dériveur, et passe bien dans le clapot (entrées d'eau fines et franc-bord avant plus important que le franc-bord moyen).